# گندم سیاه
گندم سیاه، گندم گاوی، گندم راش، راش‌گندم و دیلار (نام علمی: Fagopyrum esculentum) نوعی گیاه گل‌دار یک‌ساله از تیره هفت‌بندیان، محصولی پوششی و هم‌تیره با ریواس و علف هفت‌بند است. این گونه که خویشاوندی با گندم و غلات دیگر ندارد، بومی آسیا و نوعی محصول بدون گلوتن و دارای ارزش غذایی بالا است.
از گندم سیاه برای تهیه خوراک و مخلفات رژیم غذایی بدون گلوتن به مانند کته و از آرد آن برای ساختن کلوچه و کیک استفاده می‌شود.

## کشت
گندم سیاه معمولی، احتمالاً در حدود ۶۰۰۰ سال پیش از میلاد، اهلی و برای اولین بار در جنوب شرق آسیا، به احتمال زیاد در منطقه یون‌نان غربی چین کشت شده و از آنجا به آسیای مرکزی و تبت و سپس به غرب آسیا و اروپا (قرن پانزدهم) رسیده‌است.
برای اولین بار گندم سیاه در اردبیل به صورت آزمایشی کشت شده تا در صورت حصول نتیجه مثبت در تناوب با محصولات دیگر به صورت دائمی کشت شود.